# Tato Menéndez
Víctor Ramón Menéndez Pérez, genannt Tato Menéndez (* 19. April 1935 in Zulueta; † 8. Oktober 2010 ebenda), war ein kubanischer Boxer.
Menéndez war Profiboxer und konnte in seiner 17 Jahre währenden Karriere eine Kampfbilanz von 38 Siegen aufweisen, bei denen er 14 Mal durch K. o. gewann. Insgesamt stand er in 60 Kämpfen im Ring, wobei nur sechs mit einer Niederlage nach Punkten endeten. 1958, zum Zeitpunkt seines Rücktritts von der sportlichen Bühne, war er kubanischer Meister im Leichtgewicht.